# Іліє Чокан
Іліє Чокан (рум. Ilie Ciocan; нар. 10 червня 1913) — румунський фермер, ветеран, майор та довгожитель, чий вік підтверджено Групою геронтологічних досліджень (GRG). Наразі він є найстарішою живою людиною в Румунії, найстарішим живим ветераном Другої світової війни у світі, найстарішим живим чоловіком в Європі та 3-м найстарішим живим чоловіком у світі, після Жуану Марінью Нето та Жосіно Левіно Феррейри. Він також є найстарішою коли-небудь підтвердженою людиною з Румунії та входить до 70 найстаріших підтверджених чоловіків у світі. А також він є 1-ю коли небудь людиною в історії Румунії, хто досяг 112-річчя. Його вік становить 112 років, 65 днів.

## Біографія
Іліє Чокан народився в селі Кременарі, Галіча, Вилча, Румунія, 10 червня 1913 року. Він мав важке виховання: спочатку осиротів батьком у 6 років, а потім матір'ю у 12 років. Йому довелося почати працювати з дитинства, щоб вижити. Він працював пастухом у селі.
У 18 років він одружився з Флоряєю Ободжану, яка була на сім років старша за нього, але офіційно вони одружилися 28 січня 1932 року в Румунській православні церкві. У пари було 6 дітей три сини та три дочки. Його дружина померла в 1992 році у віці 87 років.
У віці 22 років його призвали до армії, потім у 1935 році призвали до 6-го артилерійського полку в Пітешті, а в 1941 році він пішов на фронти війни. Він брав участь у Другій світовій війні був кулеметником на Східному фронті в Одесі та на Донському лікті, а також побував на Західному фронті і навіть дістався Чехословаччини.
У 1945 році його звільнили з армії додому, мотивуючи це тим, що він багатодітний батько. Йому вдалося повернутися з фронту неушкодженим.
Згідно з наказами про загальне підвищення, виданими після 1990 року Міністерством національної оборони Румунії, Чокан дослужився до звання майора.
У віці 90 років він їздив на велосипеді, а у 93 роки послизнувся на снігу та зламав ногу, але успішно одужав. До 103 років Чокан міг читати Біблію та газети без окулярів, за три роки він втратив слух і зір.
У середині квітня 2024 року, майже у 111 років, під час нападу деменції він упав з ліжка та зламав таз, його госпіталізували, але через тиждень виписали додому.
Іліє Чокан наразі проживає в селі Братія-дін-Вале, Галіча, Вилча, Румунія, у віці 112 років, 65 днів.

## Рекорди довгожителя
- 15 лютого 2021 року, після смерті 108-річного Іоана Ласкею, він став найстарішим відомим живим чоловіком у Румунії.
- 2 лютого 2022 року, після смерті 109-річної Марії Міхай, він став найстарішою відомою живою людиною в Румунії.
- 5 квітня 2023 року, після смерті 111-річного грека Іоанни Прою-Дімітріаду, він став найстарішою живою людиною у Балканах.
- 7 січня 2024 року, після смерті 111-річного француза Андре Людвіга, він став найстарішим живим ветераном Другої світової війни в Європі.
- 30 січня 2024 року, після смерті 111-річного японця Цунедзі Оями, він став найстарішим живим ветераном Другої світової війни у світі[5].
- 25 листопада 2024 року, після смерті 112-річного британця Джона Тінісвуда, Чокан став найстарішим живим чоловіком у Європі[4] та 3-м живим чоловіком у світі.
- 16 січня 2025 року, у віці 111 років і 220 днів, Чокан перевершив останній вік Думітру Коменеску (1908—2020) ставши найстарішим коли-небудь підтвердженим чоловіком та людиною в Румунії[6]
- 10 червня 2025 року став 69-м чоловіком в історії, та 1-ю людиною в історії Румунії який досяг 112-річчя.